# Rue Jacques-Cœur
Rue Jacques-Cœur je ulice v Paříži v historické čtvrti Marais. Nachází se ve 4. obvodu.

## Poloha
Ulice vede od křižovatky s Rue de la Cerisaie, kde navazuje na Rue de l'Arsenal, a končí na křižovatce s Rue Saint-Antoine.

## Historie
Ulice byla původně součástí bývalé Rue de l'Orme, která byla otevřena v roce 1829 na místě Place de l'Arsenal, Chaussée de l'Arsenal a Passage des Fontaines-de-la-Bastille. Název ulice připomíná Jacquese Coeura (1400–1456), francouzského obchodníka a bankéře.

## Zajímavé objekty
- Na rohu s Rue de la Cerisaie se nachází sídlo esperantské společnosti Espéranto-France.